# Micronemobius
Micronemobius is een geslacht van rechtvleugeligen uit de familie krekels (Gryllidae). De wetenschappelijke naam van dit geslacht is voor het eerst geldig gepubliceerd in 1987 door Ingrisch.

## Soorten
Het geslacht Micronemobius  is monotypisch en omvat slechts de volgende soort:
- Micronemobius punctatus (Ingrisch, 1987)